# Tisha Sterling
Patricia „Tisha“ Ann Sterling  (* 10. Dezember 1944 in Los Angeles, Kalifornien) ist eine US-amerikanische Schauspielerin.

## Leben
Sterling wuchs als Tochter des Schauspielerehepaars Robert Sterling und Ann Sothern auf, die Ehe wurde allerdings drei Jahre nach ihrer Geburt geschieden. Sie trat erstmals 1960 in der Fernsehserie ihrer Mutter als Statistin auf. Mitte der 1960er Jahre begann sie ihre Schauspielkarriere mit Gastrollen in Fernsehserien wie Alfred Hitchcock presents, Mini-Max und Bonanza. Bis Anfang der 1980er Jahre spielte sie in vielen verschiedenen Serienformaten; 1986 war sie in einigen Folgen der Seifenoper Schatten der Leidenschaft zu sehen. Zudem wirkte sie an einigen Spielfilmen mit, erwähnenswert hierbei Coogans großer Bluff, in der sie die Freundin von Don Stroud, dem Gegenspieler von Clint Eastwood, darstellte.
1987 spielte Sterling zusammen mit ihrer Mutter in Wale im August. Sie stellte in dem Drama in Rückblenden die junge Tisha Dougthy dar. Ihre Mutter Ann Sothern war für ihre Darstellung der älteren Tisha 1988 für den Oscar nominiert. Ihren bislang letzten Auftritt als Schauspielerin hatte Sterling 1999 neben Bruce Willis in Breakfast of Champions – Frühstück für Helden, worauf sie sich ins Privatleben zurückzog.

## Filmografie (Auswahl)

### Filme
- 1965: Village of the Giants
- 1968: Coogans großer Bluff (Coogan’s Bluff)
- 1975: Verrückte Mama (Crazy Mama)
- 1976: Der Mörder in mir (The Killer Inside Me)
- 1981: Die Nacht des Hexenjägers (Burned at the Stake)
- 1987: Wale im August (The Whales of August)
- 1999: Breakfast of Champions – Frühstück für Helden (Breakfast of Champions)

### Fernsehserien
- 1964: Alfred Hitchcock präsentiert
- 1966. Batman (Die beste Mutter von allen)
- 1967: Mini-Max (Get Smart)
- 1968: Bonanza
- 1968: Ihr Auftritt, Al Mundy (It Takes a Thief)
- 1969: The Name of the Game
- 1971: Die Leute von der Shiloh Ranch (The Virginian)
- 1972: Der Chef (Ironside)
- 1973: Columbo: Stirb für mich (Candidate for Crime)
- 1973: The New Perry Mason
- 1973: Hawaii Fünf-Null (Hawaii Five-O)
- 1976: Make-up und Pistolen (Police Woman)
- 1979: Drei Engel für Charlie (Charlie’s Angels, Fernsehserie, Episode 4x07 Ein Engel hinter Gittern)
- 1986: Schatten der Leidenschaft (The Young and the Restless)